# (36189) 1999 TS37
1999 TS37 (asteroide 36189) é um asteroide da cintura principal. Possui uma excentricidade de 0.17454350 e uma inclinação de 5.41099º.
Este asteroide foi descoberto no dia 1 de outubro de 1999 por CSS em Catalina.